# Cratere Gentileschi
Gentileschi  è un cratere sulla superficie di Venere. Deve il suo nome ad Artemisia Gentileschi, pittrice italiana di scuola caravaggesca.